# Face à la mer : L'Histoire de Trudy Ederle
Pour les articles homonymes, voir Face à la mer.
Pour plus de détails, voir Fiche technique et Distribution.
Face à la mer : L'Histoire de Trudy Ederle (Young Woman and the Sea) est un film biographique américain de Joachim Rønning sorti en 2024. Inspiré par l'ouvrage Young Woman and the Sea de Glenn Stout, il est centré sur la nageuse américaine Gertrude Ederle (1905-2003).
Le film est présenté en avant-première à Los Angeles en mai 2024 avant une sortie limitée dans quelques salles. Il est ensuite diffusé mondialement sur Disney+. Il reçoit des critiques globalement favorables, plébiscitant notamment la performance de l'actrice principale, Daisy Ridley.

## Synopsis
L'Américaine Gertrude Ederle est triple médaillée aux Jeux olympiques d'été de 1924 de Paris. Deux ans plus tard, elle devient la première femme à tenter la traversée de la Manche à la nage.

## Fiche technique
Sauf indication contraire, les informations mentionnées dans cette section peuvent être confirmées par la base de données cinématographiques IMDb,  présente dans la section « Liens externes ».
- Titre original : Young Woman and the Sea
- Titre français : Face à la mer : L'Histoire de Trudy Ederle
- Réalisation : Joachim Rønning
- Scénario : Jeff Nathanson, d'après Young Woman and the Sea de Glenn Stout
- Musique : Amelia Warner
- Décors : Nora Takacs Ekberg
- Costumes : Gabriele Binder
- Photographie : Oscar Faura
- Montage : Úna Ní Dhonghaíle
- Production : Jerry Bruckheimer, Chad Oman et Jeff Nathanson

Production déléguée : Daisy Ridley, Joachim Rønning et John G. Scotti
- Sociétés de production : Walt Disney Pictures et Jerry Bruckheimer Films
- Société de distribution : Walt Disney Studios Motion Pictures
- Pays de production :  États-Unis
- Langue originale : anglais
- Format : couleur - Digital (AXSM / Codex ARRIRAW) - 2,39:1 - son Dolby Atmos / Dolby Digital
- Genre : drame biographique, sport
- Durée : 129 minutes
- Dates de sortie[2] :
  - États-Unis : 16 mai 2024 (avant-première à Los Angeles) ; 31 mai 2024 (sortie limitée en salles)
  - Monde : 19 juillet 2024 (Disney+)
- Classification[3] :
  - États-Unis : PG

## Distribution
- Daisy Ridley (VF : Jessica Monceau) : Gertrude « Trudy » Ederle
- Christopher Eccleston (VF : Christian Gonon) : Jabez Wolffe (en)
- Stephen Graham (VF : Laurent Maurel) : Bill Burgess
- Tilda Cobham-Hervey (VF : Elisabeth Ventura) : Margaret « Meg » Ederle
- Kim Bodnia (VF : Féodor Atkine) : Henry Ederle
- Jeanette Hain (VF : Marie Bouvier) : Gertrude Anna Ederle
- Glenn Fleshler (VF : Bruno Magne) : James Sullivan
- Sian Clifford (VF : Hélène Bizot) : Charlotte
- Alexander Karim (VF : Jean-Baptiste Anoumon) : Benji Zammit
- Olive Abercrombie (VF : Juliette Davis) : Trudy jeune
- Lilly Aspell : Meg jeune

 Source : carton de doublage du générique de fin.

## Production

### Genèse et développement
En novembre 2015, il est annoncé que le producteur Jerry Bruckheimer a acquis les droits pour le cinéma de l'ouvrage biographique Young Woman and the Sea: How Trudy Ederle Conquered the English Channel and Inspired the World (2009)de Glenn Stout. Développé pour Paramount Pictures, le film voit l'arrivée du scénariste Jeff Nathanson pour écrire le script du film. En décembre 2020, il est révélé que le projet est finalement repris par Walt Disney Pictures avec une sortie prévue sur la plateforme Disney+. Jerry Bruckheimer est toujours lié à la production via sa société Jerry Bruckheimer Films aux côtés de Chad Oman pour Disney.

### Attribution des rôles
Lily James est initialement choisie pour interpréter Gertrude Ederle, avant que le projet soit repoussé. Une fois celui-ci repris par Disney, Daisy Ridley est confirmée en décembre 2020.
En mars 2022, Tilda Cobham-Hervey rejoint le film dans le rôle de Margaret Ederle. Stephen Graham est également confirmé, sans que son rôle soit révélé. En mai 2022, c'est au tour de Christopher Eccleston de rejoindre le film.

### Tournage
Le tournage débute en mai 2022 et s'achève le 18 juin 2022,. Daisy Ridley s'est avant cela entraîné avec la nageuse britannique Siobhan-Marie O'Connor. Les prises de vues se déroulent notamment à New York, Paris et Kavarna en Bulgarie.